# Pánico (banda)
Panico es una banda de rock alternativo chilena, creada en 1994 y radicada en Francia desde el año 2004. Es un importante exponente del rock chileno de la década de 1990.

## Historia
La banda se creó en Francia, donde se conocieron Eduardo «Edi Pistolas», chileno radicado en ese país, y Carolina «3 estrellas», francesa con la que asistía a la misma escuela. Luego de pasar por bandas como La Meta al Cielo y Bolero Boys, viajaron a Chile y reclutaron a Cristóbal «Juanito Zapatillas» y a Sebastián «Tatán Cavernícola» para crear su nuevo proyecto al que llamaron Panico. Destaca la omisión del tilde de la palabra "pánico" en su nombre, característica presente desde la concepción de la banda. 
Desde un comienzo marcaron una importante presencia en el medio chileno, con una puesta de escena muy lúdica y entretenida que poco a poco fue ganando fanáticos, conocidos como chicos y chicas pánico y, además, por la independencia en cuanto a sello discográfico y gestión, un punto muy importante en el desarrollo de la banda y un ejemplo para las demás.

### Primeros discos
El primer disco que editaron fue el EP homónimo Panico EP, conocido por los fanáticos Bruce Lee, que contenía los temas «No me digas que no, si quieres decir que sí», «Yendo al hipermercado», «Una revolución en mi barrio», «Autobrillante» y «Fútbol». 
En 1995 fueron contratados por el sello EMI, que había decidido reclutar a varias bandas del circuito local, como Santos Dumont, Lucybell, Christianes, entre otras. Así, con EMI publicaron Pornostar, álbum que adquirió un amplio reconocimiento local.[cita requerida] Pese a que el álbum tuvo un moderado éxito radial y el video "Demasiada Confusión" rotó por cadenas como MTV, las ventas no convencieron a la casa discográfica y, tras el lanzamiento del EP Surfin' maremoto en 1996, volvieron a quedarse sin sello.
En 1997, nuevamente sin el respaldo de un sello discográfico, la banda se alejó de las tocatas y comenzó una etapa de mejora progresiva en el sonido en vivo, editando el disco Canciones para aprender a cantar, que incluía como temas adicionales las canciones del EP homónimo. En esos tiempos Pánico preparaba la placa Rayo al ojo, que reúne más material al estilo rock y mezclado con el uso de teclados (se incorpora a la banda Chow Cables y Memoria Radial).
Mitad en Chile y mitad en Argentina nace en 1998 el Rayo al ojo con el cual la banda realizó un tour nacional pasando por los locales El Huevo de Valparaíso y Cariño Malo de Concepción, donde se registró el show de Pánico por un canal de televisión local. En televisión se comenzó a mostrar su sencillo «Las cosas van más lento».
En esos días, Edi y Carolina se dedicaron de lleno a su sello Combo Discos y comienzan a editar otros proyectos musicales, como Mambo Taxi y Holden de Francia. También en este tiempo se editó Panico Remixes, compuesto por versiones de Rayo Al Ojo y el Panorámico que compila lo mejor de su etapa independiente para el público español.
El 18 de septiembre de 1999, la radio Rock & Pop presentó el nuevo sonido de Panico, con su tema «Electro Tropical Destroy».

### El cambio de siglo y contratos discográficos
Tras firmar contrato con Sony Francia, Panico realiza un par de tocatas en Santiago comenzando su despedida de tierras nacionales. Con la fiesta «The Clinic Año Nuevo en la cárcel» se despiden de Chile para emigrar a Francia. Allá editaron Telepathic Sonora, con músicos invitados. Continuaron realizando tocatas en Francia, pero debido a las bajas ventas debieron abandonar Sony. Bajo un sello independiente, lanzaron el EP Ice Cream, en formato de vinilo. Por entonces la banda comenzó a hacerse conocida en sectores del underground europeo. Luego lanzaron bajo su nuevo sello Tigersushi un vinilo de 7" que contenía «Anfetaminado» y «Qué pasa wei», un adelanto de lo que sería su próximo disco, el cual los volvería más conocidos.
Durante el verano de 2005 y gestionado por su sitio web y su creador Dj chelomix comienzan a realizarse fiestas tributo en Valparaíso con una alta concurrencia lo que da pie a que en conjunto con la productora MATA ME se organiza un mega evento titulado simplemente Tributo Panico donde participan artistas nacionales como Tio Lucho, Fredi Michel y argentinos como Billordo. Este evento fue el cierre de un periodo donde Panico traspasó una nueva generación de chicos que jamás los vieron en vivo. El 2005 se edita Subliminal Kill, disco que recibió muy buenas críticas, tanto así que lograron figuración en las mejores revistas musicales y contacto con bandas de la talla de Franz Ferdinand.
Ese año hicieron una gira por Europa y se presentaron en Benicasim, uno de los festivales internacionales más importantes del continente.
Pánico regresó a Chile en 2006. Editados por el sello La Oreja. El show más importante fue sin duda el realizado el 29 de marzo en el Teatro Teletón.
En 2008, tras editar el EP Lupita, se realizó la gira Panico Summer Tour, presentando el EP Guadalupe y dando comienzo a una gira que los llevaría nuevamente al norte, centro y sur de Chile. Al año siguiente se editó Illumination, que mantiene la tendencia de su trabajo anterior.
En 2010, mientras Gareth Jones se dedica a mezclar su próximo disco grabado en Glasgow, Panico realiza una pequeña gira por Chile. A mediados de ese año, la banda anunció el lanzamiento de su nuevo álbum, llamado Kick, bajo el sello Chemikal Underground. En junio de ese año aparecieron los dos primeros sencillos del álbum, «Bright Lights» y «Reverberation Mambo».
Luego del estreno ese mismo año de la película "La banda que busco el sonido debajo", que los sigue en un periplo exploratorio sónico al norte de Chile, la banda entra en receso indefinido hasta 2022, cuando realizan una no anunciada aparición en la feria Pulsar de Santiago, por primera vez en más de 25 años suena la formación original de cuarteto con Juanito Zapatillas. En marzo de 2023, Panico reaparece en pleno con una formación que incluye a todos los integrantes históricos (Edi Pistolas, Carolina Tres Estrellas, Tatán Cavernícola, Juanito Zapatillas y Memoria Radial) para una serie de conciertos en Chile (Lollapalooza entre ellos donde son señalados por la critica como el número chileno más potente del festival), además tocaron en vivo para la Radio Concierto.

## Discografía
Panico posee seis álbumes de estudio, además de varios EP y participaciones en discos colectivos.

### Álbumes de estudio
- 1995 - Pornostar
- 1997 - Canciones para aprender a cantar
- 1997 - Rayo al ojo
- 2001 - Telepathic Sonora
- 2005 - Subliminal Kill
- 2010 - Kick

### EP
- 1994 - Panico EP
- 1995 - Surfin' Maremoto
- 1997 - Panorámico
- 2003 - Icecream

### Colectivos
- 1998 - Panico Remixes
- 2000 - Tributo a Los Prisioneros
- 2004 - Rock chileno de los '90, Vol.1
- 2005 - Modular presents: Leave them all behind
- 2005 - Les Inrockuptibles présentent objectif 2005 - Vol. 2
- 2007 - Catedral en coma. Vol. 2